# Luuk Wouters
Luuk Wouters (Schijndel, 8 juni 1999) is een Nederlands voetballer die als verdediger voor RKC Waalwijk speelt.

## Carrière
Luuk Wouters speelde tot 2018 in de jeugd van Willem II, waarna hij transfervrij naar FC Groningen vertrok. Hier speelde hij een seizoen met Jong FC Groningen in de Derde divisie Zaterdag. Hierna maakte hij transfervrij de overstap naar RKC Waalwijk, waar hij in het beloftenelftal speelde. 
In 2020 maakte hij de overstap naar het eerste elftal en tekende hij zijn eerste profcontract. Hij debuteerde in het betaald voetbal voor RKC op 13 september 2020, in de met 0-1 verloren thuiswedstrijd tegen Vitesse. Hij begon in de basis en werd in de 81e minuut vervangen door Thierry Lutonda. In zijn tweede wedstrijd voor RKC, die met 3-0 werd verloren bij AFC Ajax, kreeg hij een rode kaart omdat hij de doorgebroken Zakaria Labyad neerhaalde. Deze kaart is later geseponeerd door de tuchtcommissie van de KNVB.
Voor het seizoen 2023/24 werd Wouters verhuurd aan FC Eindhoven. Hij speelde bijna alle wedstrijden. Na een jaar keerde hij weer terug bij RKC.

## Clubstatistieken
| Seizoen        | Club           | Competitie     | Competitie | Competitie | Beker | Beker | Totaal | Totaal |
| Seizoen        | Club           | Competitie     | Wed.       | Dlp.       | Wed.  | Dlp.  | Wed.   | Dlp.   |
| -------------- | -------------- | -------------- | ---------- | ---------- | ----- | ----- | ------ | ------ |
| 2020/21        | RKC Waalwijk   | Eredivisie     | 11         | 0          | 0     | 0     | 11     | 0      |
| 2021/22        | RKC Waalwijk   | Eredivisie     | 18         | 0          | 3     | 0     | 21     | 0      |
| 2022/23        | RKC Waalwijk   | Eredivisie     | 6          | 0          | 1     | 0     | 7      | 0      |
| 2023/24        | → FC Eindhoven | Eerste divisie | 29         | 0          | 1     | 0     | 30     | 0      |
| 2024/25        | RKC Waalwijk   | Eredivisie     | 11         | 0          | 2     | 0     | 13     | 0      |
| Carrièretotaal | Carrièretotaal | Carrièretotaal | 75         | 0          | 7     | 0     | 82     | 0      |

Bijgewerkt t/m 15 maart 2025.